# Język doteli
Język doteli – język z rodziny indoaryjskiej, używany przez ok. 800 tys. osób, głównie w Nepalu. Tradycyjnie jest uznawany za północny dialekt języka nepalskiego.
Pismo w tym języku używa alfabetu dewanagari.